# デイナポイント (カリフォルニア州)
デイナポイント（Dana Point）は、アメリカ合衆国カリフォルニア州のオレンジ郡にある都市。人口は3万3107人（2020年）。オレンジ郡の海岸沿いにある数少ない港のひとつであり、州道1号線(en)を経由してすぐに行けるため、地元で人気のサーフィンスポットである。
同市はデイナポイントという岬の名にちなんで命名されたもので、同岬はこの地域の叙述が記された『帆船航海記(Two Years Before the Mast)』の著者であるリチャード・ヘンリー・デイナが由来となっている。デイナは著書にて、隣接するサンフアン・カピストラノを含めた地域一帯を「この海岸で唯一のロマンチックな場所」と表現した。デイナは当時この停泊地をみすぼらしいと述べたが、現在は開発の進んだ港であり、彼の船ピルグリム号(en)の複製模型が置かれている。ピルグリム号は港の海洋研究所により教室として使用されている。この地域はカリフォルニア州指定歴史的建造物(CHLs)の189番である。

## 歴史

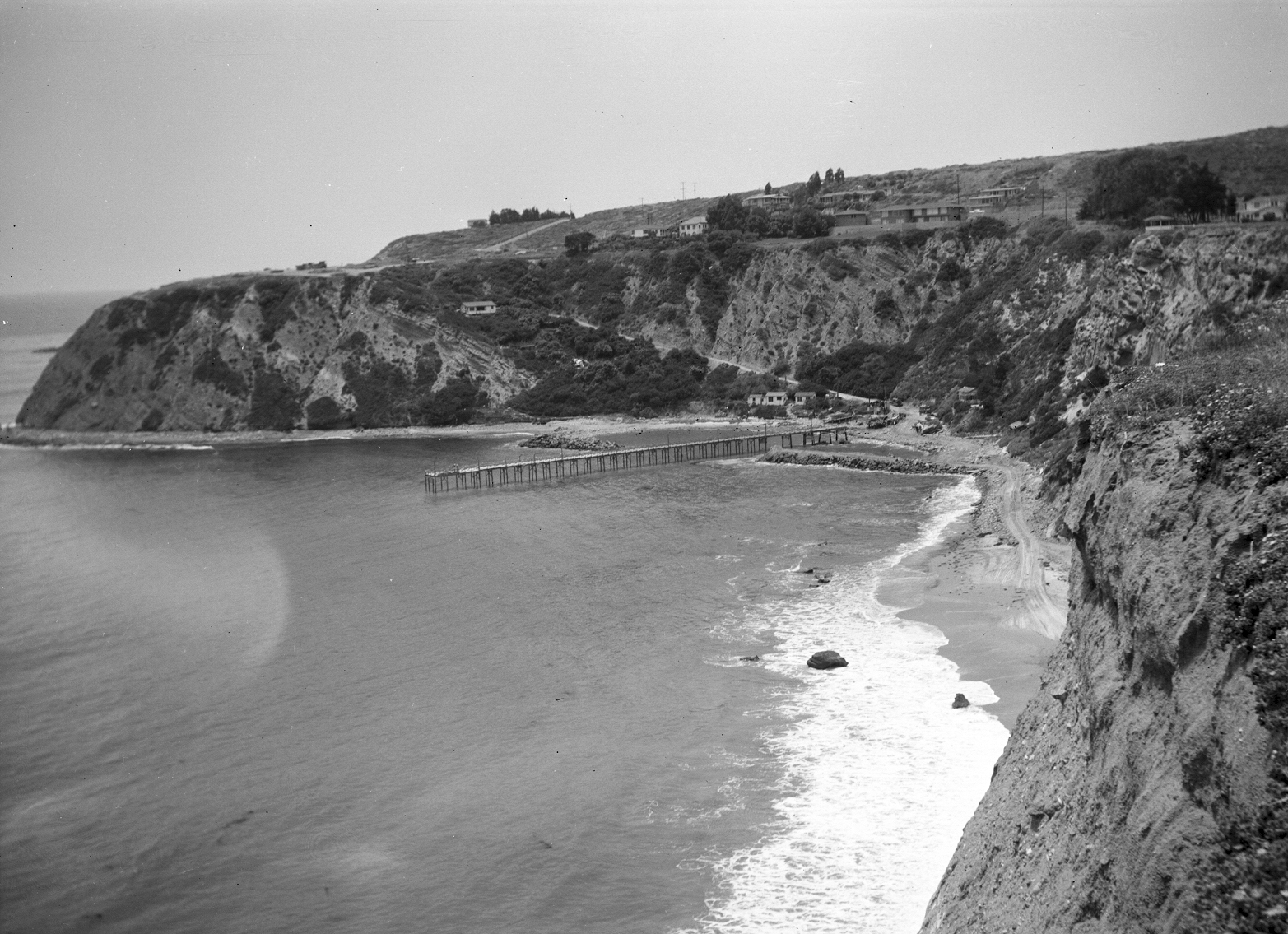
デイナポイントの岬と桟橋。港建設以前の1925年頃

デイナポイントは、近くのサン・ファン・カピストラーノ教会との皮革貿易(en)に関わる船舶に人気の港だった。同取引は1830年代から1840年代にピークに達した。1818年に、アルゼンチンの船員イッポリト・デ・ブシャール(en)が急襲任務を行う際そこに停泊した。その後1835年に、リチャード・ヘンリー・デイナがカリフォルニアの海岸線沿いをブリッグ船のピルグリム号に乗って航海中にこの地域を訪れた。
1923年、ロサンゼルス・タイムズ発行者のハリー・チャンドラーとパシフィック電鉄取締役のモージズ・シャーマン(en)が現在ハリウッドヒルズとして知られるものを開発するべく大きな不動産グループを設立した。既に著名なロサンゼルスの建築家だったシドニー・H・ウードルフがこのプロジェクトを主導するために雇われた。
1926年に、ウードルフ、チャンドラー、シャーマンがデイナポイント・シンジケート（企業連合）を創設した。彼らは他の投資家、社長、映画製作者、不動産投資家を招待して1388エーカー(5.6 km2)の土地を購入、その中には現在の「岬」も含まれていた。 並木道や舗装道路、電気、電話、歩道、給水管、雨水排水管、下水道、その他の恩恵を約束し、ウードルフは住宅35棟と多くの商業ビルを建てた。

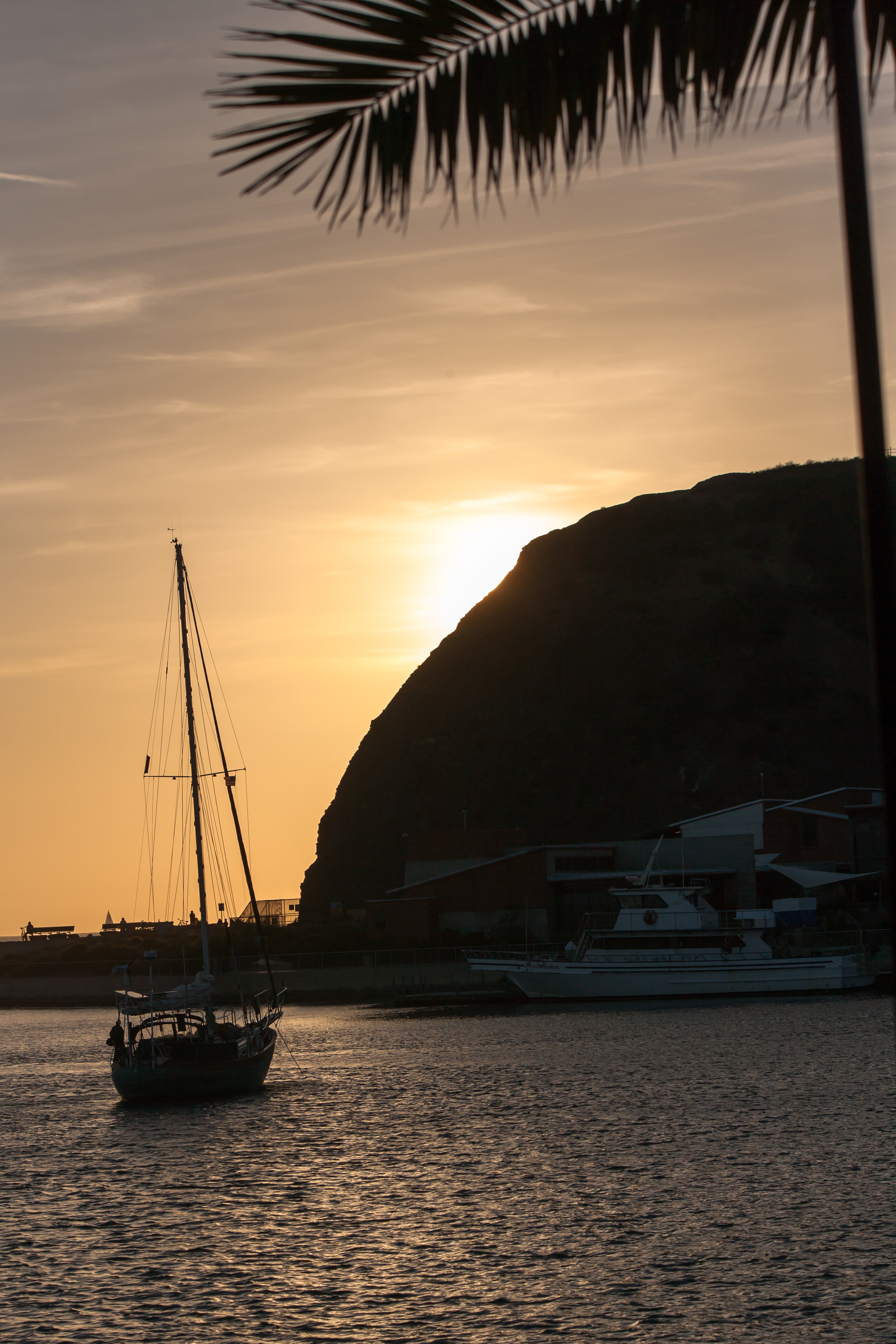
夕暮れ時のデイナポイントの港

これら「ウードルフ」住宅の大部分はランタン・ヴィレッジ(Lantern Village、現在の居住者は約12,000人）と呼ばれるデイナポイントの歴史的中心部に集中している。この街道はバイオレットランタン通り、ブルーランタン通りなど異なる色のランタンにちなんで命名されており、それは200年前に天然港デイナポイントにおいて色付きランタンが運賃を宣伝する目的で船によって使われたためである。
彼の頂点といえる建造物は、港を見下ろす崖の上にあるデイナポイント・イン(Dana Point Inn)という地中海風リゾートホテルであろう。1930年の起工式を経て、3階建ての基礎が注がれ、ホテル宿泊客をビーチまで往復運搬する41メートルのエレベーター用シャフトが掘られた。しかし、世界恐慌の景気低迷により建設は中断された。ウードルフは長年にわたり資金援助を求め続けたが、この計画は1939年に放棄された。その後、彼はデイナポイント・シンジケートの残りの保有物件を売却した。当初のウードルフ住宅のうち34棟をまだ占有していた。

### デイナポイント港

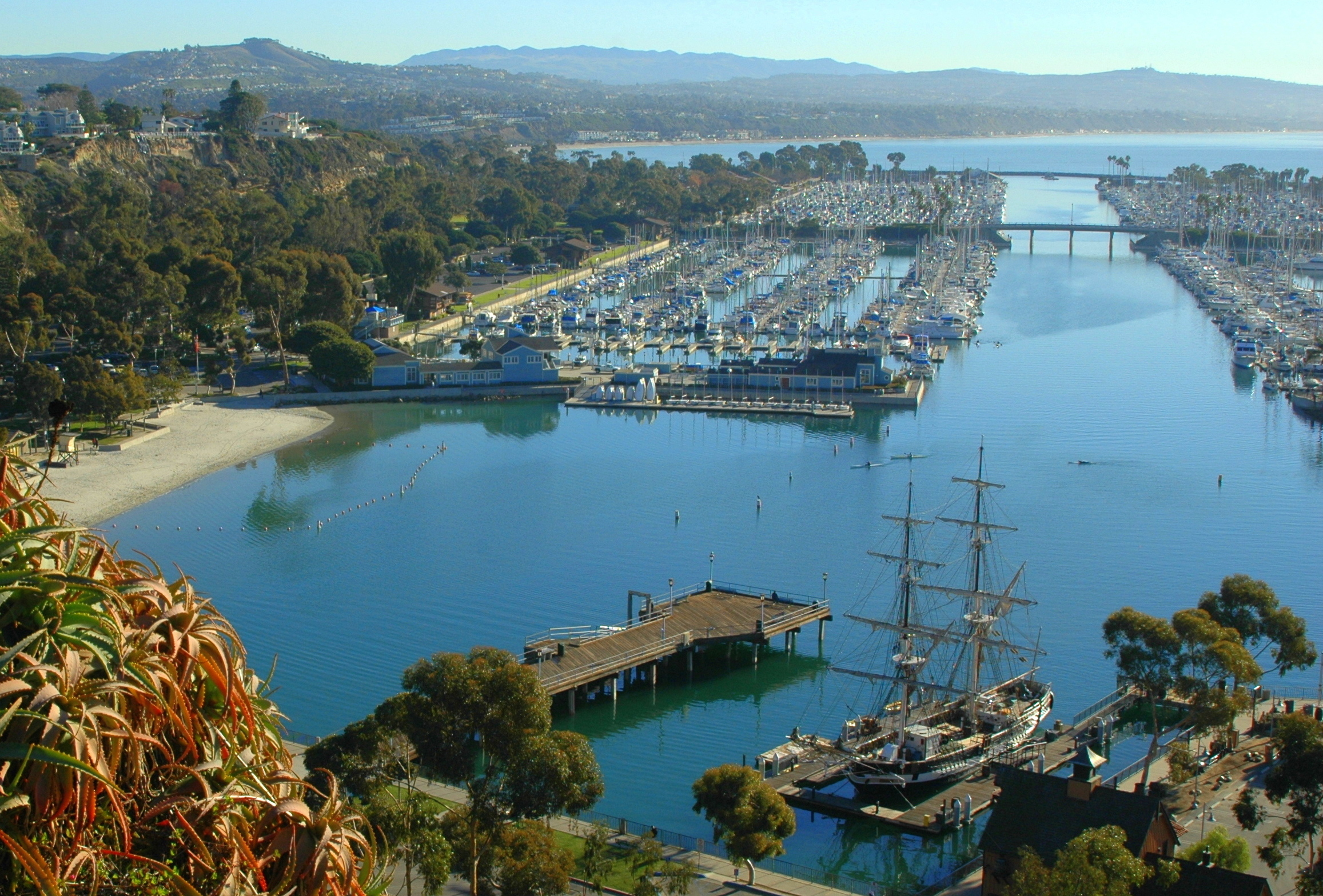
デイナポイント港と、手前には海洋研究所に係留された船「スピリット・オブ・デイナポイント」号がある風景

1960年代に建てられ、1971年7月31日に開港したこの港には、マリーナ、店舗、レストランが集まっており、カタリナ島アバロン市との往復輸送サービスをするカタリナ・エクスプレス(en)の出発点である。波止場のマリーナ店舗やレストランを含むデイナポイント港全体が、完全解体および再開発できるよう設計されたものである。現在のところ由緒ある船場のスタイルは、ミニマリスト景観および金属製の屋根を用いたコンセプトを理由に放棄されてしまっている。

### 渚
デイナポイントの岬にある渚は、もともとチャンドラー家が所有していた土地に建てられた高級住宅開発地である。何十年にもわたり海岸と面したこの土地は、1980年代後半に閉鎖された移動住宅コミュニティの本拠地だった。何年もの間、渚海岸(Strands Beach)への行き来は移動住宅が立っていた土砂跡を散策することに制限されていた。渚区画には実際の岬以外にデイナポイントの断崖も含まれており、オレンジ郡海岸沿いで開発可能な最後の大規模な海岸物件の1つだった。
10年間の承認プロセスの過程で、崖の頂上にある大規模な高層階ホテルおよび何百件もの住宅と集合住宅を含めた当初の高密度計画は、わずか住宅100件超の地域範囲に縮小された。カリフォルニア海岸委員会との交渉の一環として、開発業者は断崖を自然保護に変更して渚海岸への行き来を容易にするため、1100万ドル以上の公共施設改良を施すことに同意した。その改良点とは、階段、トイレ、海岸の中央歩道、駐車場からビーチへ訪問者を輸送するための ケーブルカー などである。大規模なインフラ構築の後、2006年秋に多くのものが売りに出された。開発地の多くは長方形で、現代風住宅は一般的に1000万ドル以上の値が付けられた。この開発により、下の海岸への行き来がとても容易になり、サーファーや他の観光客が素早く簡単にビーチに行けるようになった。渚地区の住宅所有者は、メロ＝ルース評価を介して、ビーチ改善の維持費を払っている。

### カピストラーノ・ビーチ
1928年、南カリフォルニアとメキシコにおける石油生産で富を築いていたアメリカの巨大産業エドワード・ドヒニー企業体が、カピストラーノ・ビーチ(en)で多くの土地を購入した。 ドヒニーの息子ネドは、スペイン風住宅のコミュニティを構築するべく、開発会社のカピストラーノ・ビーチ・カンパニー（彼の妻の双子兄弟であるクラークとウォーレンスミス、および請負業者ルーサー・エルドリッジを含む）を結成した。デイナポイントの歴史家バウムおよびバーンズによると、エルドリッジは彼の家の2つの支配的な特徴、典型的にはスペイン風屋根の輪郭線と家の主室における大きな天井梁の使用を好んだ。赤い陶磁器タイルで覆われた屋根の輪郭線には、短い屋根と長い屋根それぞれ1つずつに広がる低く盛り上がった切妻が組み込まれていた。天井梁は芸術家アレックス・メストン(en)によって描かれたステンシルによる芸術作品で飾られていた。エルドリッジが崖の上に最初のドヒニー邸、浜辺に住宅4棟、同地域に点在する他18棟の住宅を完成させたところで、この遠大な計画を悲劇が襲った。エドワード・ドヒニーはティーポット・ドーム事件での贈収賄による彼の刑事裁判の準備に忙しくなり、そして1929年2月16日、裁判で証言する予定だったネド・ドヒニーと秘書のヒュージ・プランケットが殺害（この殺人事件は今も未解決）されたのである。1931年、ドヒニーの家族経営する石油証券会社がネドへの追悼として41.4エーカー（168,000m2）の土地をカリフォルニア州に寄贈し、これが現在のドヒニー・ステート・ビーチ(en)である。カピストラーノ・ビーチの未改善な施設はエドワード・ドヒニー所有に戻り、1935年に死去した後、彼の妻および相続人に引き継がれた。1944年までに、全ての不動産が民間団体に売却されてしまった。
ドヒニー家はまた、カピストラーノ・ビーチにある当時セント・エドワード礼拝堂(St. Edward's Chapel)と呼ばれていた建物建設に資金を供給していた。この礼拝堂はやがて大きくなり小教区としての正規地位を得て、現在はドヒニー・ステート・ビーチを見下ろすデイナポイントの崖の頂上に場所が移された。

### サーフィン

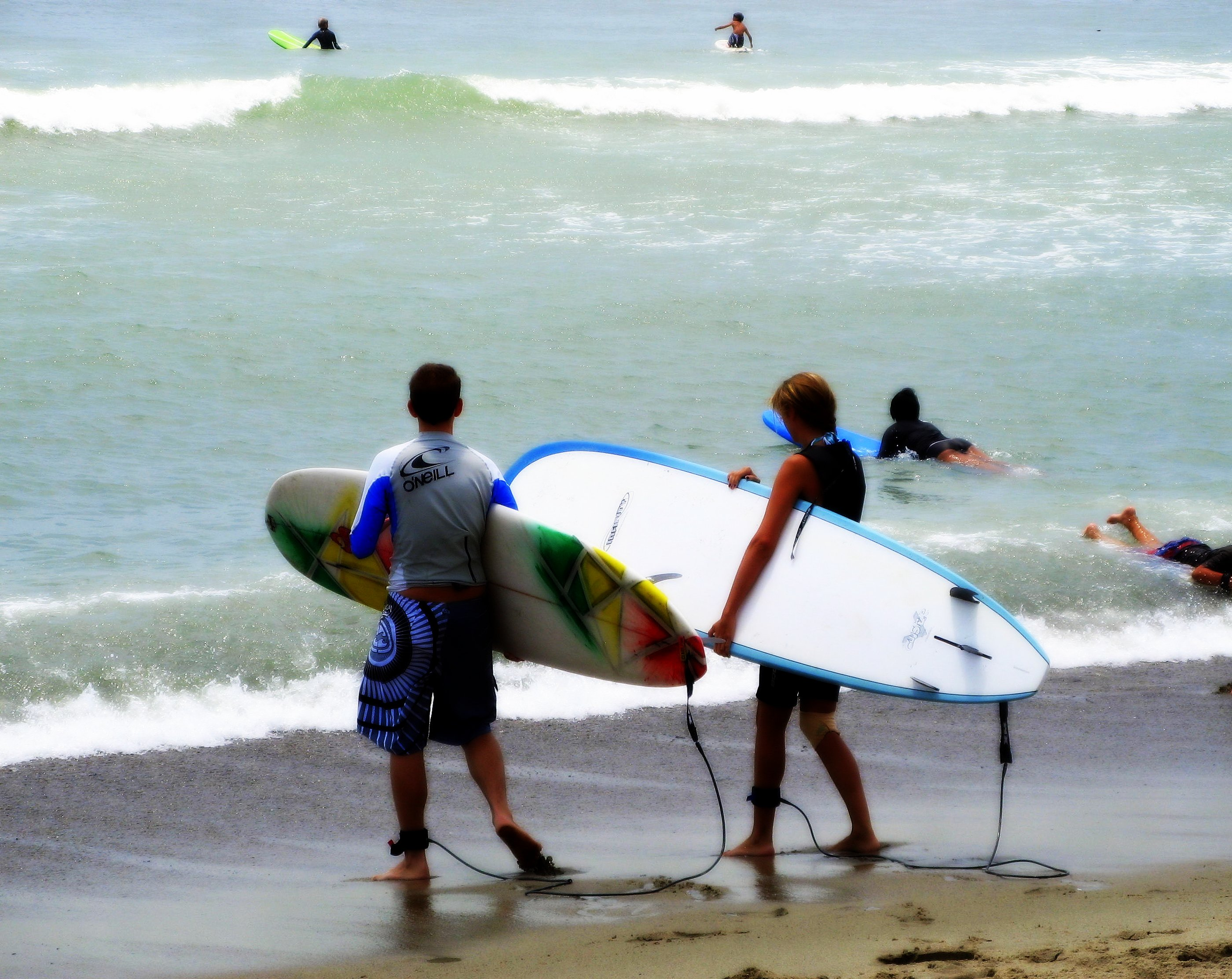
夏季のドヒニー・ステート・ビーチにいるサーファー

リチャード・ヘンリー・デイナ（『帆船航海記』の著者）は、南カリフォルニアのこの地域の高い崖と囲まれた入り江をカリフォルニア海岸で最も美しい場所だと考えていた。海岸沿いで自ら多くのビーチブレイクをサーフィンした先駆的なサーファー達がこれに同意した。デイナポイントには特筆すべきサーフィンの歴史があり、サーフィン用品を製造した様々な最初の企業が存在した。1954年にホバート・アルターは世界初のサーフ小売店をデイナポイントに開いた。『Surfer's Journal』『Surfer Magazine』など多くのサーフィン出版が結成され、本社を置いたのもデイナポイントだった。ブルース・ブラウン(en)は、象徴的なサーファー映画『エンドレス・サマー (邦題:終りなき夏)』をデイナポイントで制作した。
「キラー・デイナ(Killer Dana)」はデイナポイントの波が崩れる伝説的なサーフポイントだった。その崩れる波は、深海から来てビーチに並んだ岩場のすぐ近くで崩れるため、悪名が高かった。1966年にデイナポイント港が建設された時、キラー・デイナの波は潰れてしまった。防波堤は現在、かつての壮大なサーフ地点の中心を通って右に切れていく。1997年に、サーフ集団シャンテイズは「キラー・デイナ」という名前の楽器演奏曲を録音した。

## 地理
アメリカ合衆国国勢調査局によると、この都市の総面積は76 km2である。そのうち17km2は陸地で60km2(77.96%)は水である。
オレンジ郡の地理的特徴であるデイナポイントの岬は、長年の論争を経て、現在は118戸のゲーテッドコミュニティとして開発されている。ただし敷地の68エーカー(280,000m2)は公に開放されており、南カリフォルニア海岸の「失われた」植物を展示している自然センターおよび遊歩道がある。晴れた日の景色は、サンディエゴ郡のサンタカタリナ島やラホヤにまで及ぶ。デイナポイント岬の写真リンク
この都市はロサンゼルスの南東100キロメートル、サンディエゴの北西100キロメートルに位置している。
デイナポイントは、南東にサン・クレメンテ、北東にサンフアン・カピストラノ、北西にラグナ・ビーチ、北にラグーナニゲルが隣接している。

### 気候
デイナポイントは温和な気候で、平均気温は20度台である
。一年で最も暖かい月は8月で平均最高気温は26°C、 最も寒い月は12月で平均最高気温は18°Cである。霜が降りることは非常にまれで、年間を通して植物等の生育期となりうる。年間降雨量は約400ミリメートル（大部分が11月から3月にかけて降る）だが、年ごとに変動が非常に大きい。

## 海洋生物
希少数で知られるメガマウス標本の1つが1990年にデイナポイントで捕獲された。観光客は、干潮時に海洋生物のクローズアップ写真を撮影するため、ポイント下の港にある海洋研究所および付近にある潮流溜まりに行くことができる。昆布の住み家がちょうど沖合にあるので、デイナポイントはシュノーケルダイバー、漁師、銛使いの漁師にとって人気の目的地である。幼いホオジロザメがこの地域に集まることもあるが、人間にとって脅威となる事は稀で、ほとんどの場合は魚を餌にしている。

## 人口統計

### 2010年
2010年のアメリカ合衆国国勢調査はデイナポイントの人口を33,351人と報告した。人口密度は平方マイルあたり1,131.1人(436.7/km2)だった。
デイナポイントの人種構成は、28,701人(86.1%)が白人(76.4%は非ヒスパニック系の白人）、 294人(0.9%)がアフリカ系アメリカ人、229人(0.7%)がアメリカ先住民、1,064人(3.2%)がアジア人、37人(0.1%)が太平洋諸島系、1,952人(5.9％)がそれ以外の人種、そして1,074人(3.2%)が混血人種。ヒスパニックやラテン系人種は5,662人(17.0%)だった。
同国勢調査によると、33,110人（人口の99.3％）が世帯持ちで、160人(0.5%)が施設以外の集団居住住宅におり、81人(0.2%)が施設収容されている。
14,182世帯あるうち、3,459世帯(24.4%)は18才未満の子供を同居させており、6,902世帯(48.7%)が夫婦での同居、1,232世帯(8.7%)が現在独身の女性世帯、645世帯(4.5%)が現在独身の男性世帯だった。780世帯(5.5%)は事実婚の異性パートナーシップ、137世帯(1.0%)は同性婚のパートナーシップだった。4,012世帯(28.3%)が個人で構成され、1,406世帯(9.9%)が65歳以上での一人暮らしだった。平均世帯人数は2.33人、平均家族人数は2.85人だった。
人口の年齢分布は、5,959人(17.9%)が18歳以下、2,522人(7.6%)が18-24歳、8,261人(24.8%)が25-44歳、10,927人(32.8%)が45-64歳、5,682人(17.0%)が65歳以上。年齢の中央値は44.8歳だった。男女比率は女性100人に対して男性98.2人、なお18歳以上だと女性100人に対して男性96.9人だった。
15,938棟の住宅があり、1平方マイル当たりの平均密度は540.6(208.7/km2)である。うち8,314棟(58.6%)が自家所有の居住地で、5,868棟(41.4%)が賃貸居住地である。自家所有者の空室率は2.0%で、賃貸の空室率は7.0%だった。19,419人（人口の58.2％）が自家所有の一戸建て住宅に住んでおり、13,691人(41.1%)が賃貸住宅に住んでいた。
デイナポイントの平均世帯収入は80,938ドルで、人口の8.4%が連邦の貧困線以下で生活していた。

### 2000年
2000年の国勢調査によると、市内には35,110人の人々、14,456世帯、9,280家族が暮らしていた。人口密度は平方マイルあたり5,290.1住民(2,041.6/km2)だった。住宅は平方マイルあたり2,362.8の平均密度で15,682棟が建っていた。人種構成は、白人87.3%、アフリカ系アメリカ人0.8%、先住民0.6%、アジア人2.5%、太平洋諸島系0.1%、その他の人種5.9%、混血2.8%だった。人口の15.5%がヒスパニックまたはラテン系だった。
14,456世帯のうち、26.2%が18歳未満の子供と同居で、51.4%が夫婦での同居、8.8%が独身女性世帯、そして35.8％が非家族だった。全世帯の26.0%が個人で構成されており、7.1%が65歳以上の一人暮らしだった。平均世帯人数は2.41人、平均家族人数は2.90人だった。
年齢分布は、20.6%が18歳以下、7.1%が18-24歳、31.4%が25-44歳、28.0%が45-64歳、13.0%が65歳以上。年齢の中央値は40歳。男女比率は女性100人対男性100.1人、18歳以上だと女性100人対男性98.4人だった。
市内世帯の平均収入は63,043ドルで、家族の平均収入は73,373ドル（これらの数値は2007年推計で各々81,665ドルと97,826ドルに増えた）だった。男性の平均収入は52,159ドル、女性が38,902ドル、同都市の一人当たり所得は37,938ドルだった。家族の約3.4%および人口の6.7%は貧困線以下で、これには18歳未満の6.8%および65歳以上の5.3%が含まれる。

## 年中文化行事

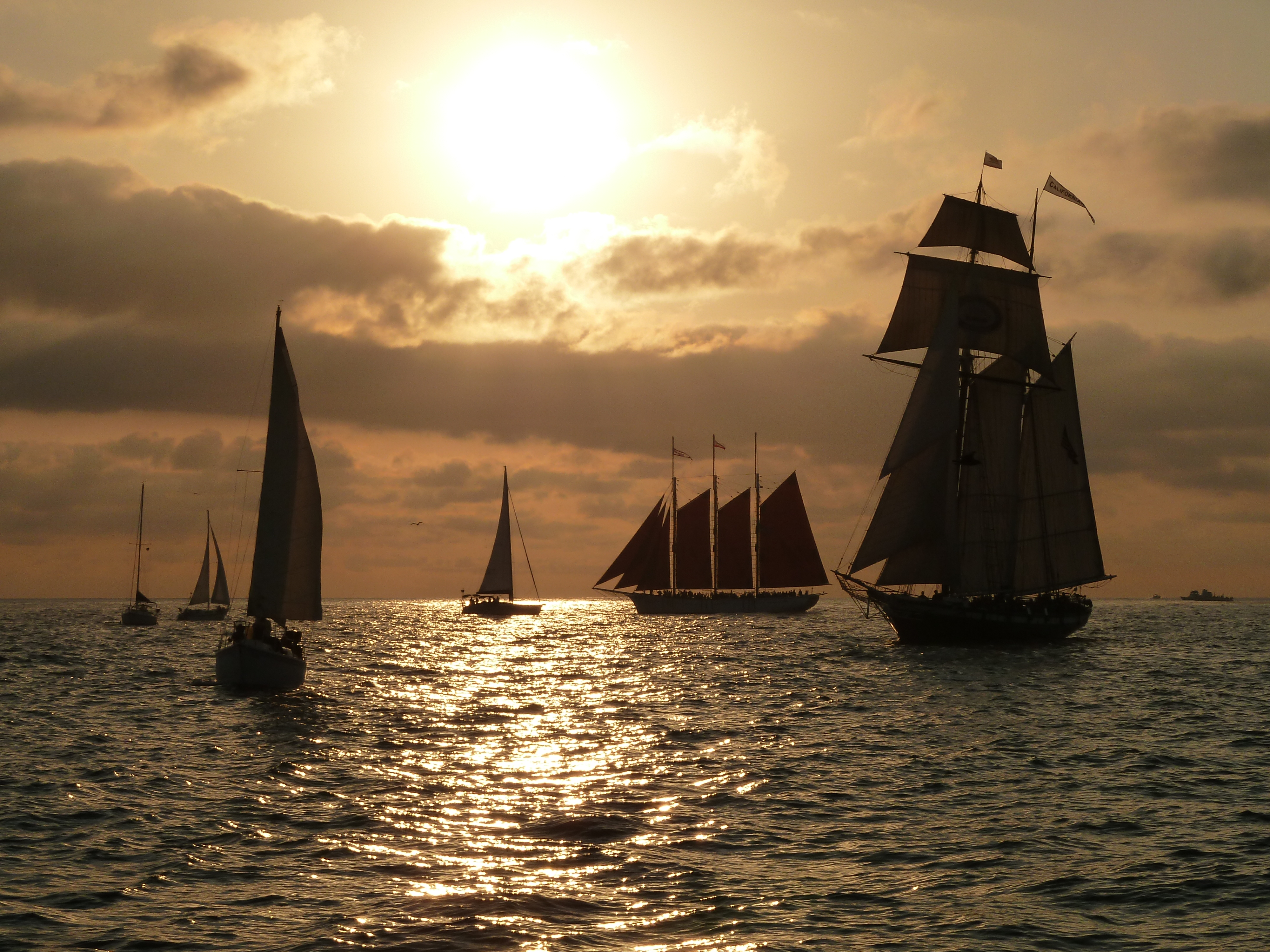
2011年のトールシップ祭り期間中の帆船のシルエット

1972年以来、デイナポイントはクジラ祭りを開催している。この祭典は3月の2週末にわたって開催される。トールシップ祭りは9月に開催される。それはアメリカ合衆国西海岸における最大規模の毎年恒例の帆船大会と見なされている。
デイナポイントは2008年以来、デイナポイント・コンクール・デレガンス(en)という自動車のチャリティイベントを開催している。同イベントはモナークビーチ・ゴルフリンクにて行われ、様々なチャリティを支援している。
デイナポイント・グランプリ は、毎年恒例のデイナポイント港を見下ろすクリテリウムの自転車レースである。 このコースは、デイナポイントの下町を通ってヘリテージ・パークや隣接の住宅地域へと続き、長い直線コースを終える前に参加者および観客がオーシャンビューの景色を楽しめるものとなっている。
デイナポイント商工会議所は、5kmと10kmと5-12歳向けのGobble Wobbleキッズレースがある ターキー・トロット を毎年開催しており、Fodor's Magazine誌では最も素晴らしい感謝祭の行先に投票選出された。同イベントには全国1万人以上のランナーが参加するほか、5000人の家族や友人が見物に来る。
デイナポイント交響楽団 は、50人編成のオーケストラで地元や国際的なソリスト参加のクラシック音楽コンサートを開催している。

## 行政
デイナポイントは、カウンシル・マネージャー制の形態で行政が行われている一般法準拠市である。
市議会(シティ・カウンシル)には5人の市議会議員がおり、彼らは市の登録有権者によって選挙で選ばれる。議会のメンバーはそれぞれが4年間を期差任期で務める。デイナポイントには、選出された役員に2期までという制限がある。市議会は毎年、任期1年を務める市長および臨時市長を自らの議員メンバーから任命する。市長は市議会会合における議長を務め、様々なビジネスや儀礼行事にて市議会を代表し、あらゆる市条例、決議、契約を執行する。臨時市長は、市長が不在の時にこれらの任務を執り行う。立法機関として、市議会は地方法（条例）の制定、市の年間予算および財政改善計画の採択、提出された政策議案、協定、契約、その他都市事業項目の見直しや導入について責任をもって行う 。
2018年の市議会議員名簿は次のとおり。
- Joseph L. Muller, 市長
- Paul N Wyatt, 臨時市長
- Jamey Federico, 市議会議員
- Debra Lewis, 市議会議員
- Richard A. Viczorek, 市議会議員

### 州・連邦の代表
カリフォルニア州議会にて、デイナポイントは第36上院議員選挙区であり選出されたのは共和党 (アメリカ)のパトリシア・ベイツ、また第73下院議員選挙区でもあり選出されたのは共和党のビル・ブローである。
アメリカ合衆国下院にて、デイナポイントはカリフォルニアの第49議員選挙区であり代表選出されたのは民主党 (アメリカ合衆国)のマイク・レヴィンである。

### 政治
都市として編入以来、デイナポイントは全ての大統領選挙および知事選挙で共和党候補に投票してきた。カリフォルニア州務長官によると、2019年2月10日時点で、デイナポイントには21,844人の登録有権者がいる。そのうち9,308人(42.61%)が共和党員、5,758人(26.36%)が民主党員で、5,681人(26.01%)は政党の立場を明かしていない。
| 年   | 民主党       | 共和党        | それ以外     |
| ---- | ------------ | ------------- | ------------ |
| 2016 | 42.64% 7,507 | 50.90% 8,960  | 6.46% 1,137  |
| 2012 | 39.82% 6,917 | 57.74% 10,029 | 2.44% 424    |
| 2008 | 46.41% 8,223 | 51.32% 9,094  | 2.27% 403    |
| 2004 | 38.79% 6,841 | 59.98% 10,579 | 1.23% 217    |
| 2000 | 36.97% 5,999 | 58.71% 9,526  | 4.32% 701    |
| 1996 | 33.88% 4,917 | 54.16% 7,861  | 11.96% 1,736 |
| 1992 | 30.65% 5,058 | 41.22% 6,802  | 28.13% 4,642 |

| 年   | 民主党       | 共和党        | それ以外  |
| ---- | ------------ | ------------- | --------- |
| 2018 | 43.03% 7,033 | 56.97% 9,312  |           |
| 2014 | 39.78% 4,031 | 60.22% 6,102  |           |
| 2010 | 33.98% 4,808 | 60.46% 8,555  | 5.56% 787 |
| 2006 | 21.48% 2,594 | 73.67% 8,898  | 4.85% 586 |
| 2003 | 15.18% 1,999 | 81.82% 10,777 | 3.00% 395 |
| 2002 | 30.65% 3,386 | 61.47% 6,791  | 7.88% 871 |
| 1998 | 42.48% 5,166 | 54.80% 6,664  | 2.72% 331 |
| 1994 | 26.55% 3,514 | 69.20% 9,159  | 4.25% 563 |
| 1990 | 32.37% 3,536 | 62.86% 6,867  | 4.77% 521 |

注：2003年の知事特別選挙でリスト掲載してある合計は、全ての共和党候補、全ての民主党候補、および全ての独立候補の合計。個人では、アーノルド・シュワルツェネッガーが8,862票を、クルーズ・ブスタマンテ(en)が1,907票を、トム・マククリントック(en)が1,838票を、ピーター・ユベロス(en)が50票を獲得した。

## 教育
この都市はカピストラーノ統一学区(CUSD)により運営されている。同地域で最古の高等学校の1つに、1972年開校のデイナヒルズ高校(en)がある。同校のクロスカントリー・プログラムは、1988年、2007年、2008年、2009年にカリフォルニア州の肩書を獲得した。

## 緊急サービス
デイナポイントの消防は、民間企業のドクターズ・アンビュランス(en)社による救急車サービスとオレンジ郡消防局(OCFA)によって提供されている。法執行機関は、オレンジ郡保安官局(OCSD)によって提供される。年間を通した海上保安業については、郡の浜辺だと現在OCライフガード（米国の海洋安全ライフガード）と呼ばれる機関によって、州の浜辺ではカリフォルニア州ライフガードによって提供される。

## メディア
デイナポイントでは、デイナポイント・ニュース （オレンジ・カウンティー・レジスター社が所有）と デイナポイント・タイムズ という新聞2紙が提供されている。どちらの紙面も週1回の運営である。
ラグナニゲール=デイナポイント・パッチ(Laguna Niguel-Dana Point Patch)は、デイナポイントと近隣のラグナ・ニゲールとの連携によるオンラインのみのニュースWebサイトである。